# Belvezet
Belvezet is een plaats en voormalige gemeente in het Franse departement Lozère in de regio Occitanie en telt 91 inwoners (2009). De plaats maakt deel uit van het arrondissement Mende.

## Geschiedenis
Belvezet is op 1 januari 2017 gefuseerd met de gemeenten Bagnols-les-Bains,  Le Bleymard, Chasseradès, Mas-d'Orcières en Saint-Julien-du-Tournel tot de gemeente Mont Lozère et Goulet. 

## Geografie
De oppervlakte van Belvezet bedraagt 13,2 km², de bevolkingsdichtheid is dus 6,9 inwoners per km².
De onderstaande kaart toont de ligging van Belvezet met de belangrijkste infrastructuur en aangrenzende gemeenten.

## Demografie
Onderstaande figuur toont het verloop van het inwonertal.
Bagnols-les-Bains · Belvezet · Le Bleymard · Chasseradès · Mas-d'Orcières · Saint-Julien-du-Tournel